# Euchomenella pallida
Euchomenella pallida är en bönsyrseart som beskrevs av Roger Roy 2001. Euchomenella pallida ingår i släktet Euchomenella och familjen Mantidae. Inga underarter finns listade i Catalogue of Life.